# Ancylolomia laverna
Ancylolomia laverna là một loài bướm đêm trong họ Crambidae.